# 日出公園

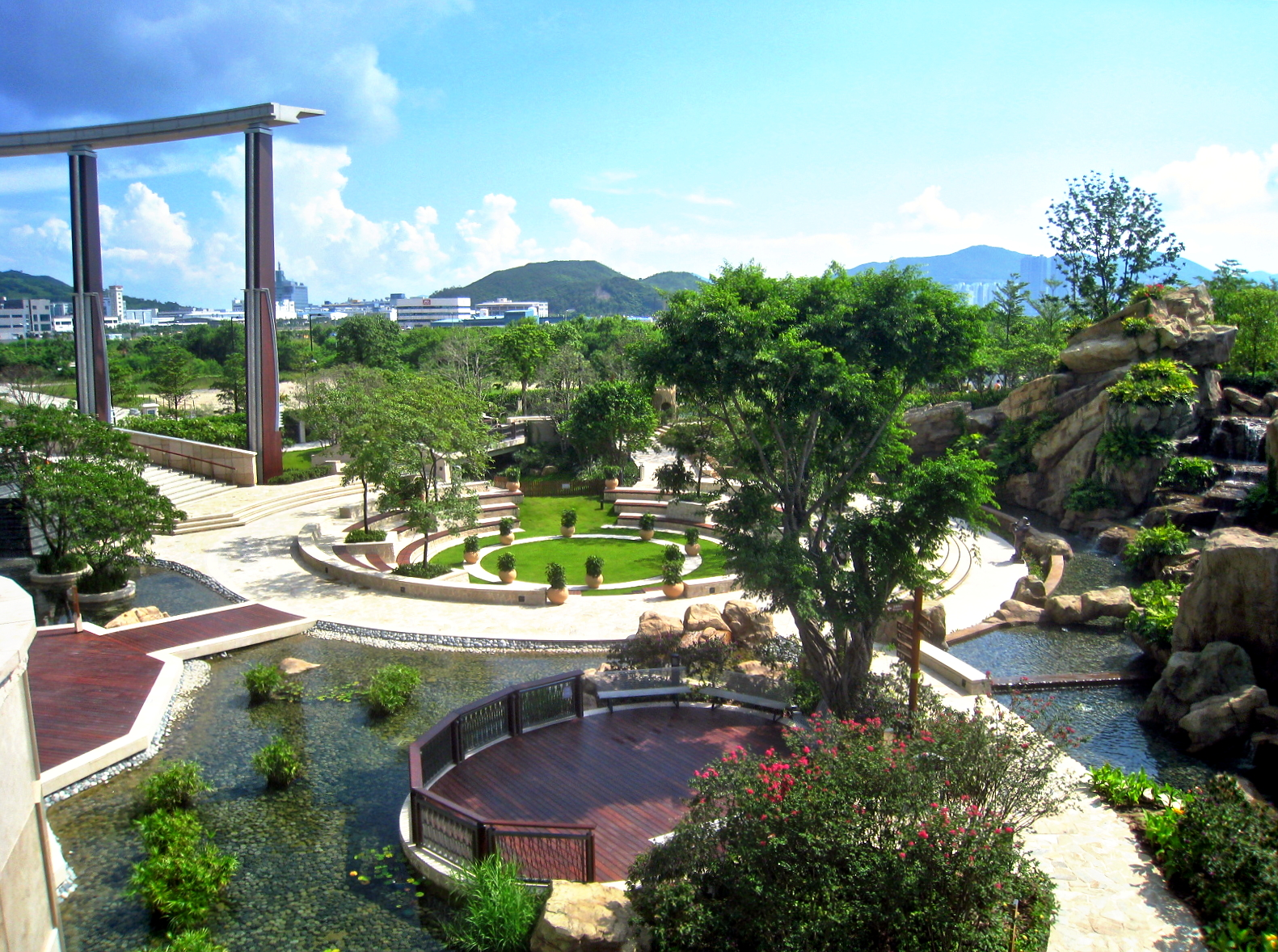
日出公園

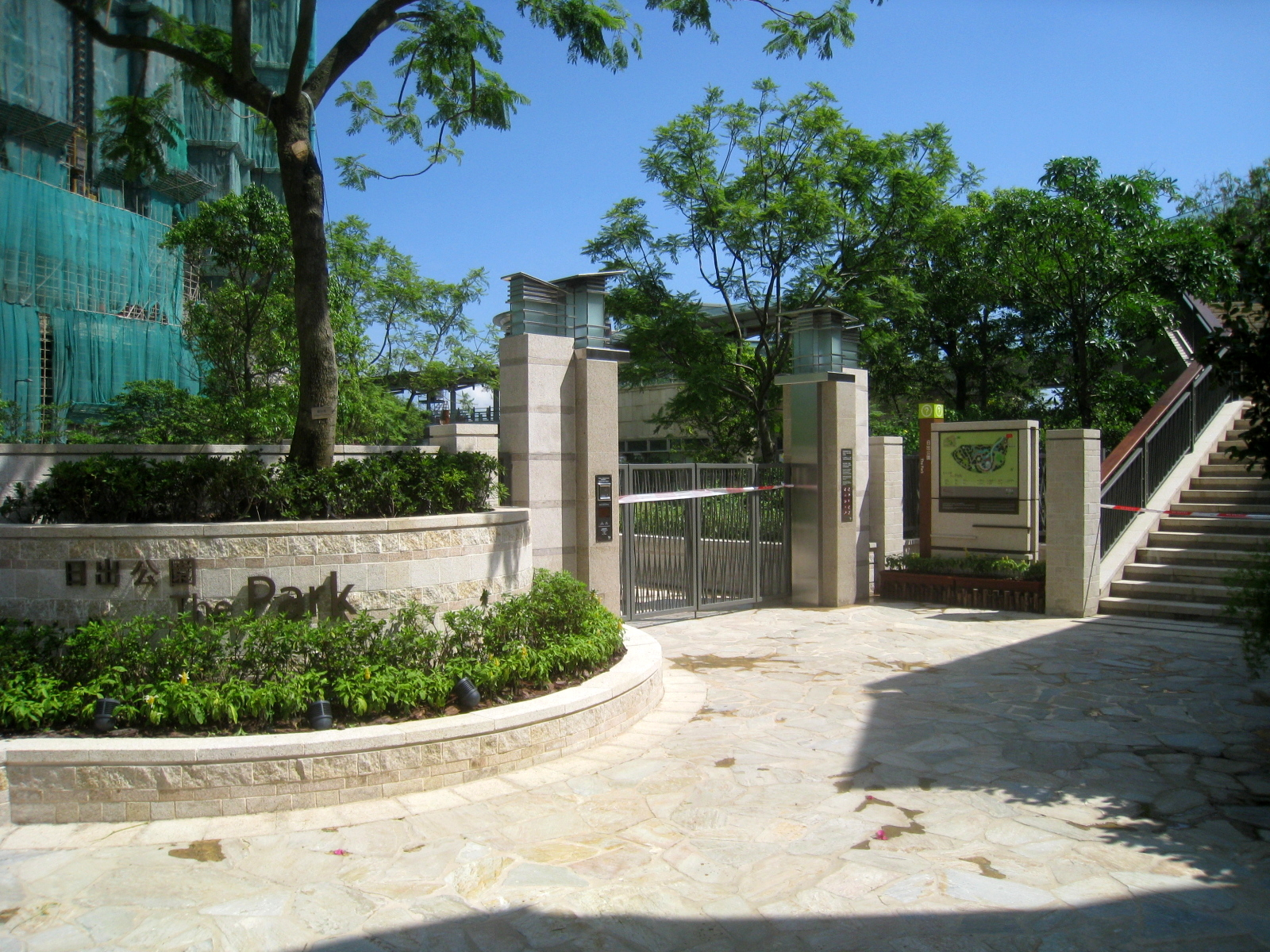
日出公園地面入口

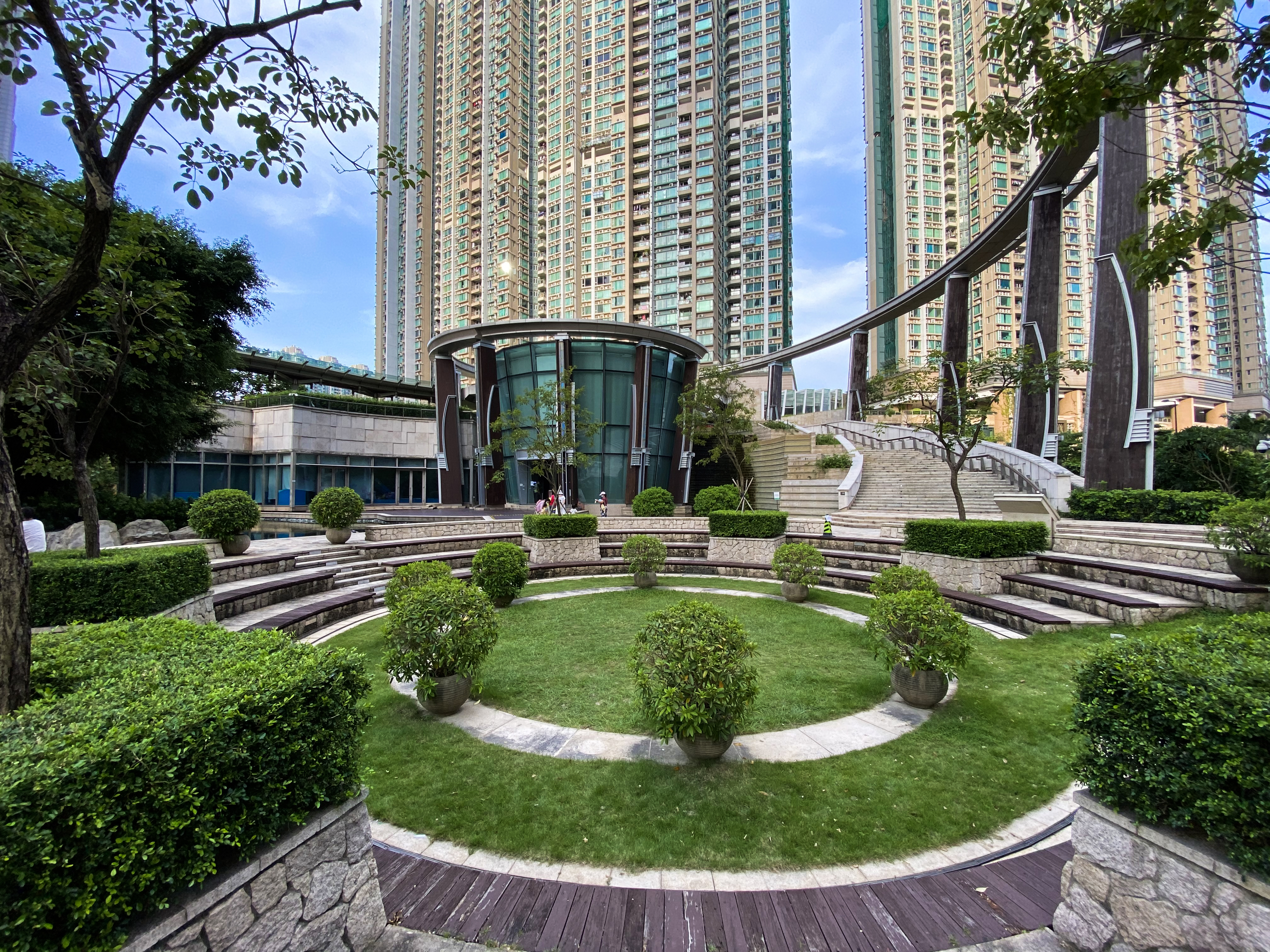
露天劇場

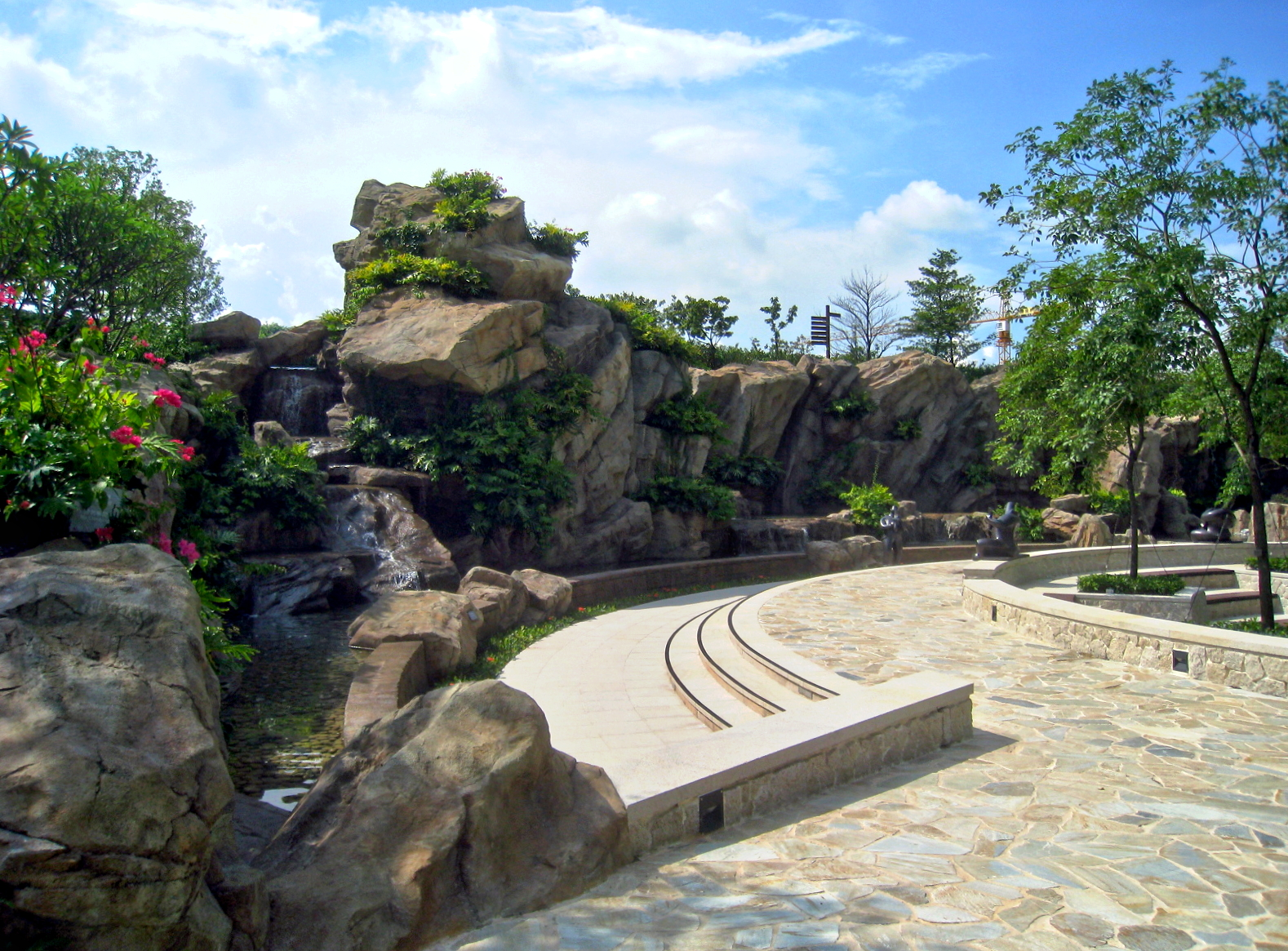
露天劇場外的瀑布

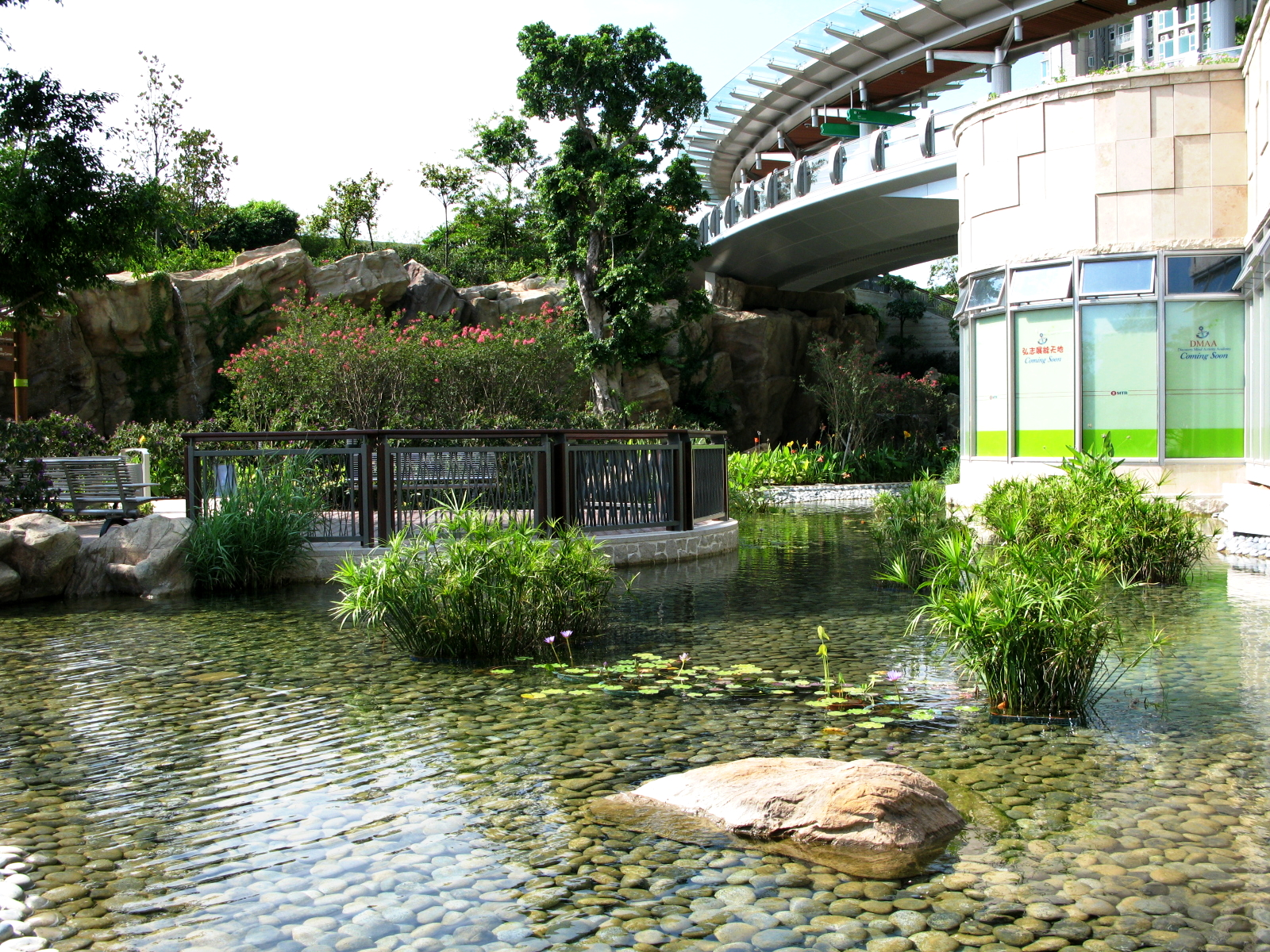
生態魚池

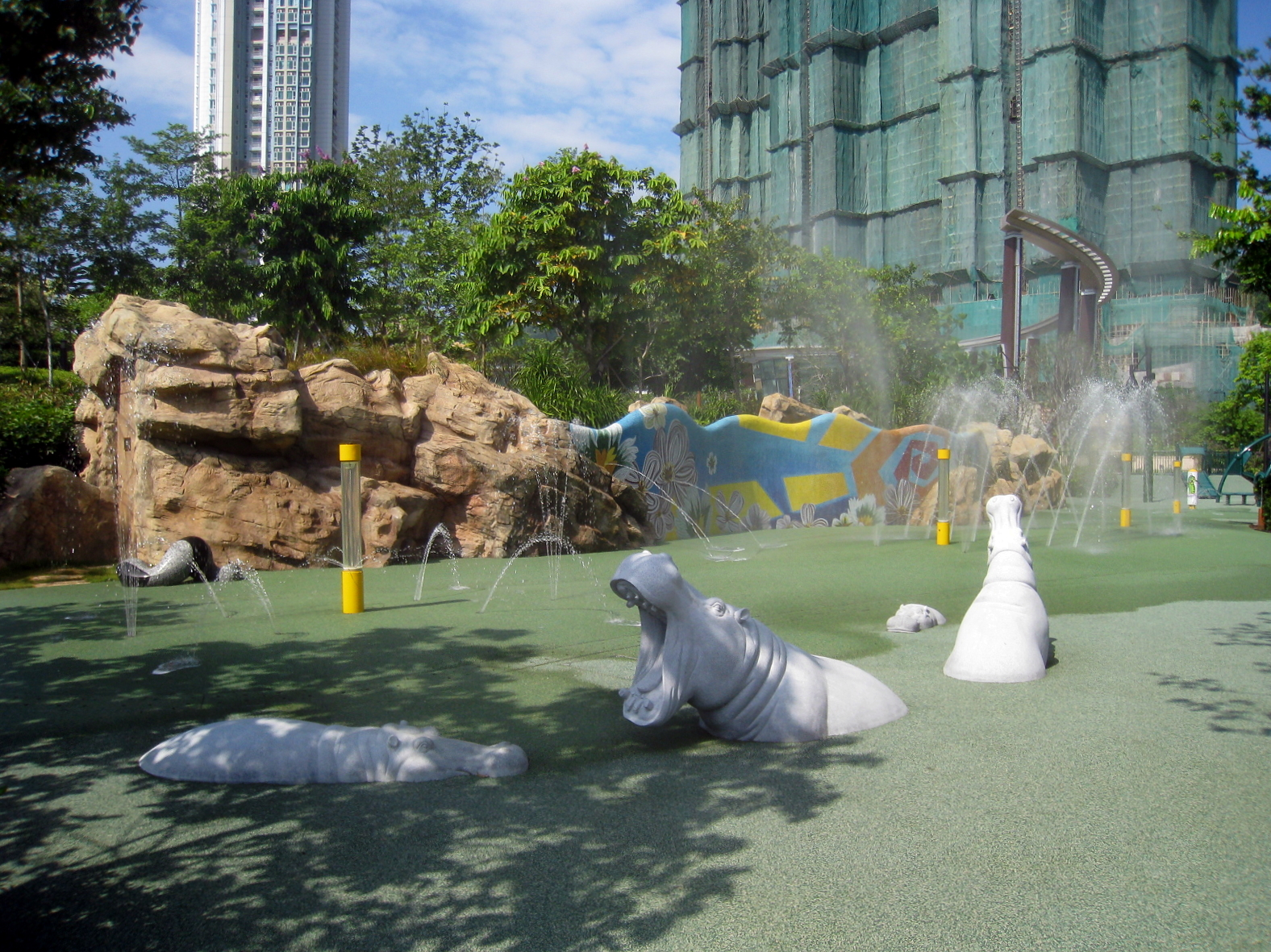
嬉水天地

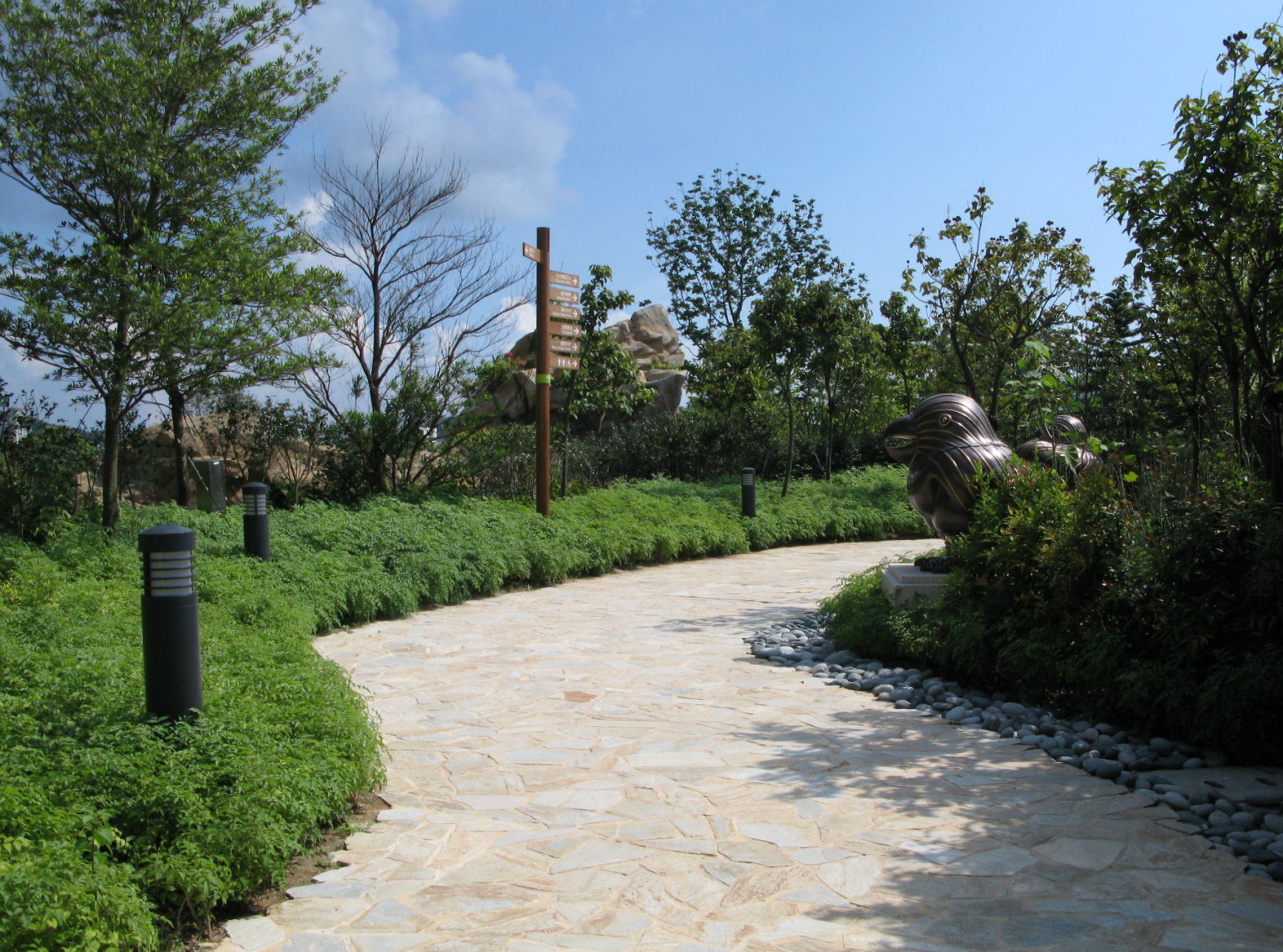
四季庭園

日出公園（英語：Lohas Park Park），是香港新界小赤沙日出康城的中央公園，只供日出康城各期的住客進入享用。公園屬於私人園林公園，位於日出康城中央地帶，鄰近港鐵大型商場THE LOHAS、日出康城第2期領都、第4期晉海及第7期MONTARA，面積達20萬平方呎，是區內最大型的公園，由英國著名園林設計師貝爾高林(Belt Collins)設計，耗資2億港元興建，於2009年8月啟用，由港鐵旗下的Premier Management Services管理。雖然名為公園，不過僅供住客使用。本公園為緻藍天發展權合約中訂明的附屬發展項目之一，由港鐵負責建造。

## 地理環境
日出公園座落於港鐵將軍澳車廠上蓋及填海區範圍，因此部份園區位置處於緩坡上的位置，以遷就車廠上蓋範圍。公園有兩個入口，連接日出大道及有蓋行人通道，並且設有一個出口往有蓋行人通道另一位置。公園亦貫徹日出康城綠色生活的概念，裁種了3,000棵植物，園內亦設有節水系統，在收集雨水或住客所排出的污水後，經過循環處理，將會用作灌溉植物之用，估計每年可以節省2%的用水。

## 設施
日出公園今為6個主題區域，每個區域均有不同的特色。
地標會所
地標會所（前稱：弘志展能天地）位於日出公園中心位置，樓高兩層，小朋友可在此場地參與不同的益智活動。建築物外觀玻璃牆採用隔溫物料，來減少熱力傳導，提升室內中央空調的能源效益。唯展能天地於2011年停用。到了2013年改名為「地標會所」，內設多項兒童遊樂設施，於12月17日開幕。
露天劇場
露天劇場鄰近弘志展能天地，中央採用圓形劇場設計，並設有座椅，可作表演用途。劇場外則擺放了多件雕塑，由著名雕塑家李展輝設計。
生態魚池
生態魚池鄰近弘志展能天地及露天劇場，飼養了不少鯉魚，住客可散步到池邊觀賞。
寵物天地
寵物天地為公園內最細的區域，也是公園內唯一可讓寵物活動的地方。
嬉水天地
嬉水天地特別為兒童而設，主要設施為多種類型的跳躍噴泉，地面由環保塑膠物料鋪墊而成，防滑兼具滲水能力，住客可以在噴水池中「玩水」，享受夏日清涼。嬉水天地附近也設有滑梯及繩網等兒童遊樂設施。
四季庭園
四季庭園內設有緩跑徑，為喜愛運動的住戶一邊運動一邊欣賞各類植物。公園最特別之處是其廢水循環系統，它設於四季庭院的地下，容量高達440,000公升，過濾之後的水可作花園灌溉之用。

## 保安
為了讓公園達到只供日出康城的住客使用這個目的，公園的入口均安裝了八達通讀卡器，拍卡成功後方可進入。遊人要離開公園，需要在出口按掣方可離開。公園的入口及多個位置亦裝設多部閉路電視，以加強保安。

## 土地沉降
2011年11月起，公園多個水池水位無故下降甚至乾涸，有居民推斷是因為填海土地沉降致使地下水管斷裂所致，部分地面亦出現凹凸不平，有關問題仍然未有解決。

## 禁煙安排
此場地禁止吸煙。

## 交通
港鐵
- █  將軍澳綫：康城站 (步行10分鐘)

## 開放時間
日出公園開放時間為上午6時至晚上11時。